# Chiesa di San Vincenzo Martire (Cerete)
La chiesa di San Vincenzo martire è un luogo di culto cattolico di Cerete Basso, frazione di Cerete in provincia di Bergamo, ed è consacrata a Vincenzo di Saragozza.

## Storia
Le origini della chiesa risalgono probabilmente intorno all'anno Mille essendo nominata già nel 1152, quando era probabilmente annessa al palazzo episcopale del vescovo di Bergamo: il suolo della cripta potrebbe essere riconosciuto come il pavimento di questo edificio più antico. La consacrazione della chiesa attuale risale tuttavia al 1444 e viene menzionata nel resoconto di una visita compiuta da san Carlo Borromeo nel 1575.
La devozione a san Vincenzo venne portata dai prigionieri romani che lavoravano le miniere dell'alta Val Seriana e che liberati scelsero il santo a patrono costruendo la prima chiesa in Bergamo a lui dedicata.
Risale al XVIII secolo la traslazione di un martire cristiano presente nelle cripte delle catacombe nella chiesa di san Vincenzo. Ogni anno questa reliquia viene portata in processione.

## Descrizione

### Esterno
La chiesa si trova nel centro storico del paese. Il fronte principale si presenta anticipato dal portico aperto su tre lati, a una sola campata con quattro colonne complete di alti basamenti e capitelli in stile rinascimentale, che reggono gli archi a tutto sesto e la volta a crociera. Il portale d'ingresso settecentesco in stile barocco è in pietra grigio e nera. La parte superiore ospita una finestra curvilinea atta a illuminare l'aula. La facciata a salienti anticipa le cappelle laterali interne di altezza inferiore alla parte centrale.

### Interno
La visita pastorale di San Carlo Borromeo del 1575, lascia una descrizione della chiesa, che si presentava di lunghezza minore, con un presbiterio poco profondo e soli cinque altari. Si ebbe un rifacimento alla fine del Cinquecento o con il prolungamento verso ovest dell'edificio, mentre al 1677 si data la decorazione in stucco di Francesco Odoni, rifatta nel 1747. 
L'interno a unica navata ospita laterali. La prima a sinistra è della famiglia Ferri e ospita la Pala Ferri opera di Gianantonio Guardi. Segue l'altare dedicato alla Crocifissione con il Cristo Grande della bottega di Andrea Fantoni. La terza cappella a destra è della famiglia Barca, come indica lo stemma presente, e ospita la pala d'altare raffigurante l'Immacolata con San Carlo e sant'Agostino. 
A destra vi sono tre cappelle di cui la prima dedicata a sant'Antonio da Padova raffigurato negli ornamenti in tesso accanto a due angeli che portano il giglio, attributo che lo identifica. La seconda è dedicata alla santissima Trinità e ai santi Michele, Sebastiano e Francesco. Nelle nicchie sono ospitate le statue dei santi Stefano e Giuseppe. La terza cappella verso il presbiterio è dedicata alla Madonna del rosario con l'altare in marmo policromo dove è posta l'immagine in marmo bianco e in bassorilievo della Vergine.
Il presbiterio è rialzato e accessibile da due ampie gradinate, ed è delimitato dalla balaustra. Grandi tele decorano le pareti presbiteriali.
I dieci importanti dipinti del presbiterio  de clusonese Antonio Cifrondi, una Estasi di Santa Teresa d'Avila di Paolo Pagani e delle lunette affrescate da Carlo Gaudenzio Mignocchi. L'altare pèera fantoniana è in marmi policromi con paliotto che ospita due statue in marmo bianco. Completa la parte il coro neoclassico opera settecentesca.

#### La cripta

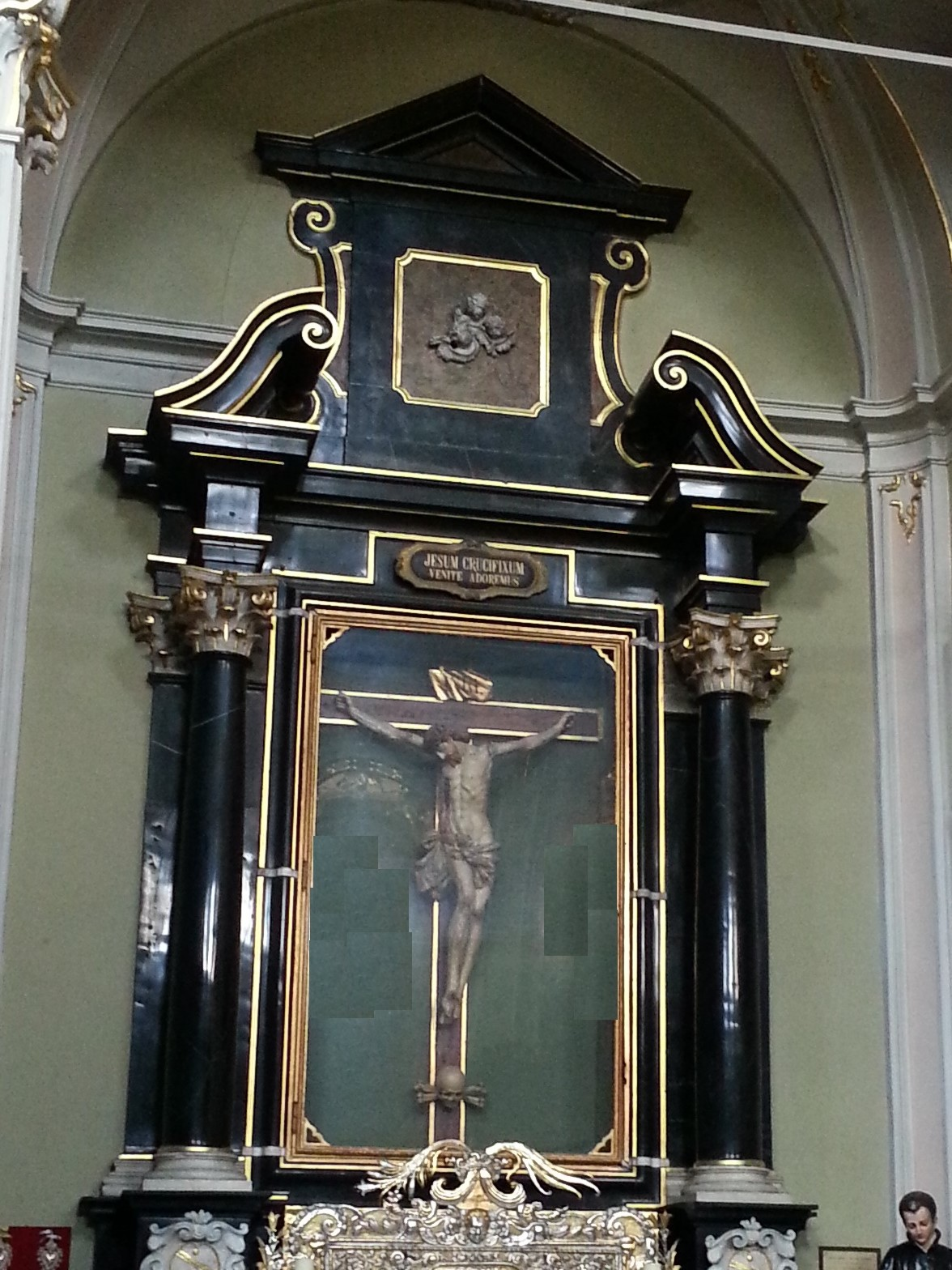
Crocefisso fantoniano altare di sinistra della chiesa di san Vincenzo martire di Cerete Basso

Alla cripta, che è la parte più antica della chiesa, si accede dalla due rampe di scale frontali all'altare, e dalle due porte laterali al presbiterio, sulle cui architravi vi è posta la scritta S.P. e spostato Q.R., che probabilmente indica il nome del prete che vi si trova sepolto. Solo negli anni '80 del XX secolo, venne fatto la scoperta di questo luogo di sepoltura.
Era nota l'esistenza della cripta, ornata di stucchi bianchi, ma veniva usata come ripostiglio. Quando Camillo Pezzoli, sociologo e appassionato di storia locale, nel 1982 in visita nella chiesa si accorse che il pavimento subiva la pressione dei passi, indicando la presenza di un locale sottostante vuoto, oltre il muro esistente, si intrapresero le prime ricerche. I lavori che ne seguirono portarono alla scoperta di un primo sepolcro contenente cinque cadaveri mummificati, poggianti su di un pavimento di sabbia, che dalla relazione dell'sopraintendenza archeologica risulteranno essere i parroci che vi erano sepolti prima dell'occupazione napoleonica, quando in paese non era ancora presente il cimitero datato 1810.
Solo sette anni dopo, nel 1989, dalla sabbia del pavimento, iniziò a riaffiorare un sarcofago in pietra, contenente due scheletri inversamente sepolti, volutamente nascosti di cui uno imbalsamato. Questo apparteneva a don Stefano Perinei, che fu parroco della parrocchia dal 1575 al 1614, ma che dimessosi, rimane ad abitare a Cerete fino alla morte risalente dal 1618 al 1622, mentre l'altro del nipote Giuseppe Vinetti, anch'egli sacerdote e rettore.

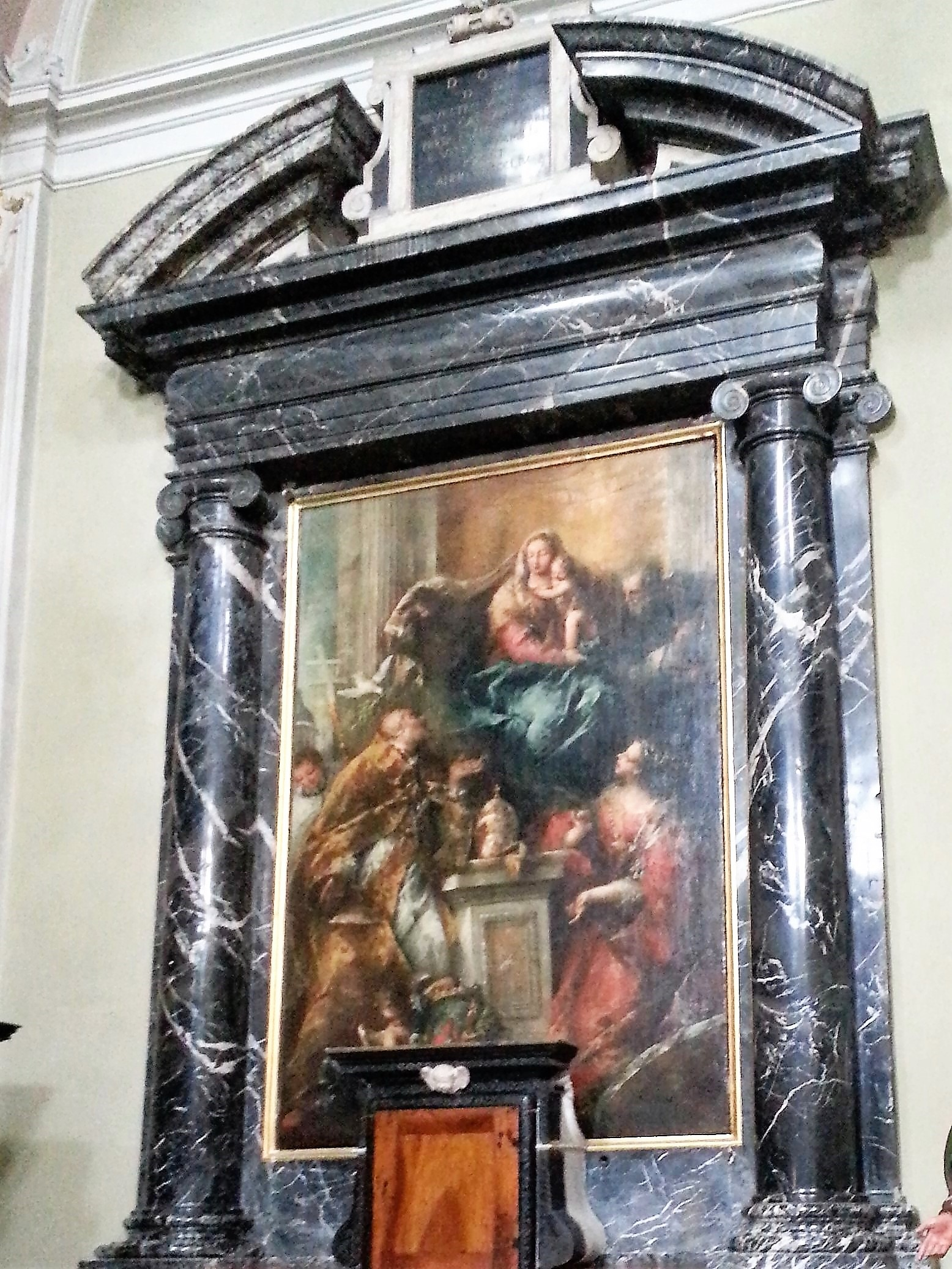
Pala Ferri della chiesa di San Vincenzo martire in Cerete Basso

Le ricerche storiche hanno portato alla considerazione che il Vinetti, trasformò la cripta in un luogo ipogeo. Si rilevano passaggi, che veniva usati dal sacerdote per recarsi nella casa vescovile, o nella canonica. La cripta aveva affreschi e formelle in gesso con l'iconografia pagana, un corteo trionfale di divinità planetarie con il compito di guidare l'anima del defunto nel regno dei cieli da cui il nome che gli aveva dato la cultura popolare di cripta pagana. 
Luigi Grimani, vescovo di Bergamo, nel 1634, ne ordinò la ripulitura, cosa che non avvenne. Forse per questo, alla fine del 1634 il Vinetti venne aggredito e assassinato, e il suo corpo posto nel medesimo sarcofago nello zio, ma in posizione inversa.
Venne ripulita la cripta di ogni effigie che non fosse cristiana, e tutti i locali vennero murati, fino al 1982.  Quello che raffiguravano quegli stucchi è stato studiato e identificato, sulla volta vi era la raffigurazione di Cristo in gloria, sulle pareti laterali santi, e martiri, ma il tutto coronato da un corteo composto dalle divinità planetarie: la Luna, il Sole, Marte, Giove, Saturno, Venere e Mercurio e l'anima del prete nel viaggio verso il cielo. Il sacerdote era amico di Decio Celéri, medico e astrologo, che gli diede l'approccio sincretico alle divinità . Forse fu il desiderio di questo rettore di voler ottenere la salvezza dell'anima attraverso un pensiero umanistico.
Nella cripta è stata ricomposta la cappellina funeraria con il sarcofago contenente i corpi dei due rettori, sul soffitto vi è un foro, che fa parte del progetto originario, posto proprio supra il capo di don Perinei, forse per avvicinarlo alla sua chiesa. In una nicchia sopra la cappellina vi è posto il busto acefalo del prete. Il prelato, originario di Lovere, era notaio e protonario, sicuramente uomo colto, e forse in odore cardinalizio, questo spiegherebbe la sua imbalsamazione e la cura nella sua sepoltura.

## Immagini della chiesa

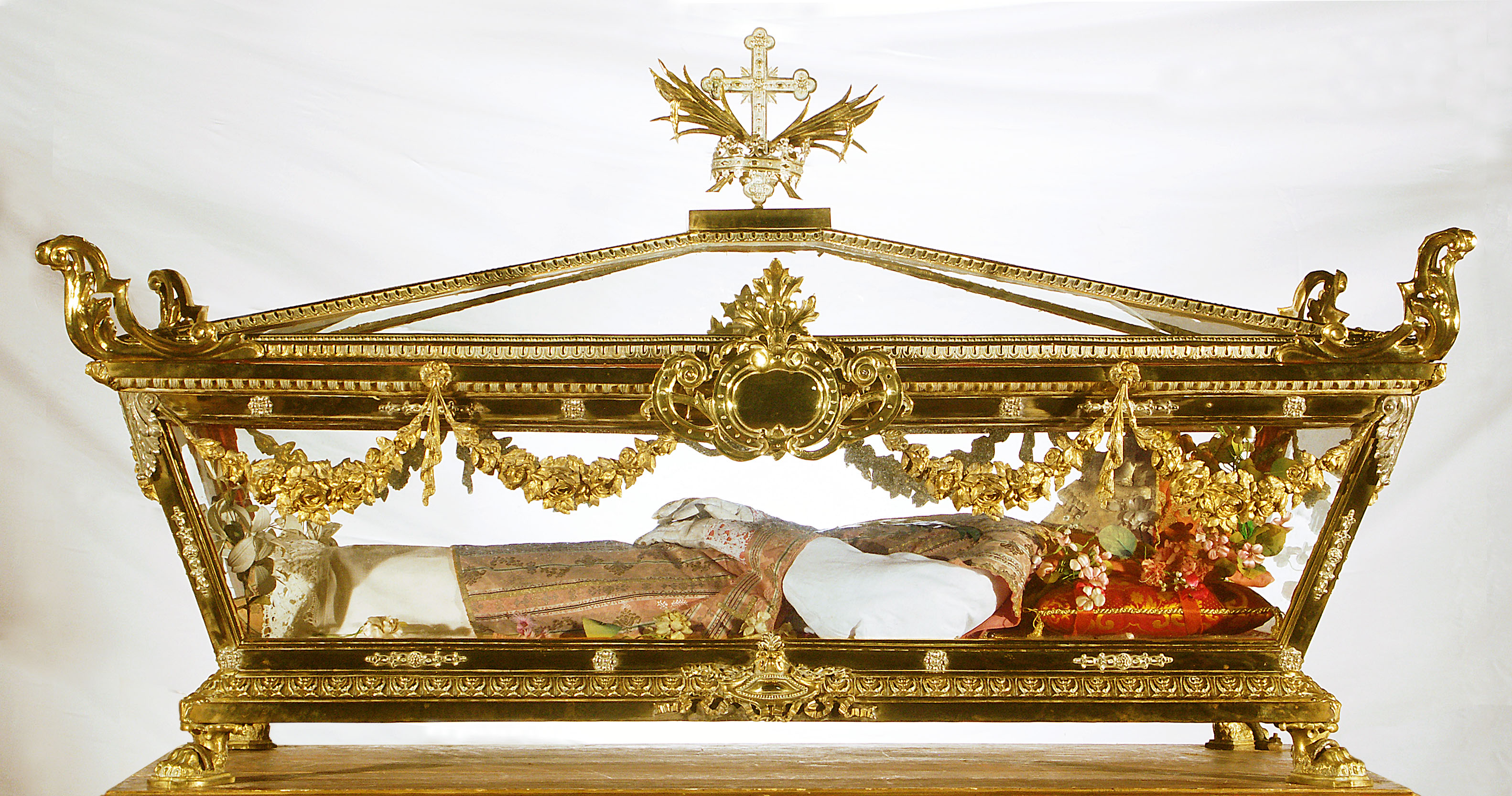
Urna con la reliquia di san Vincenzo, martire romano.
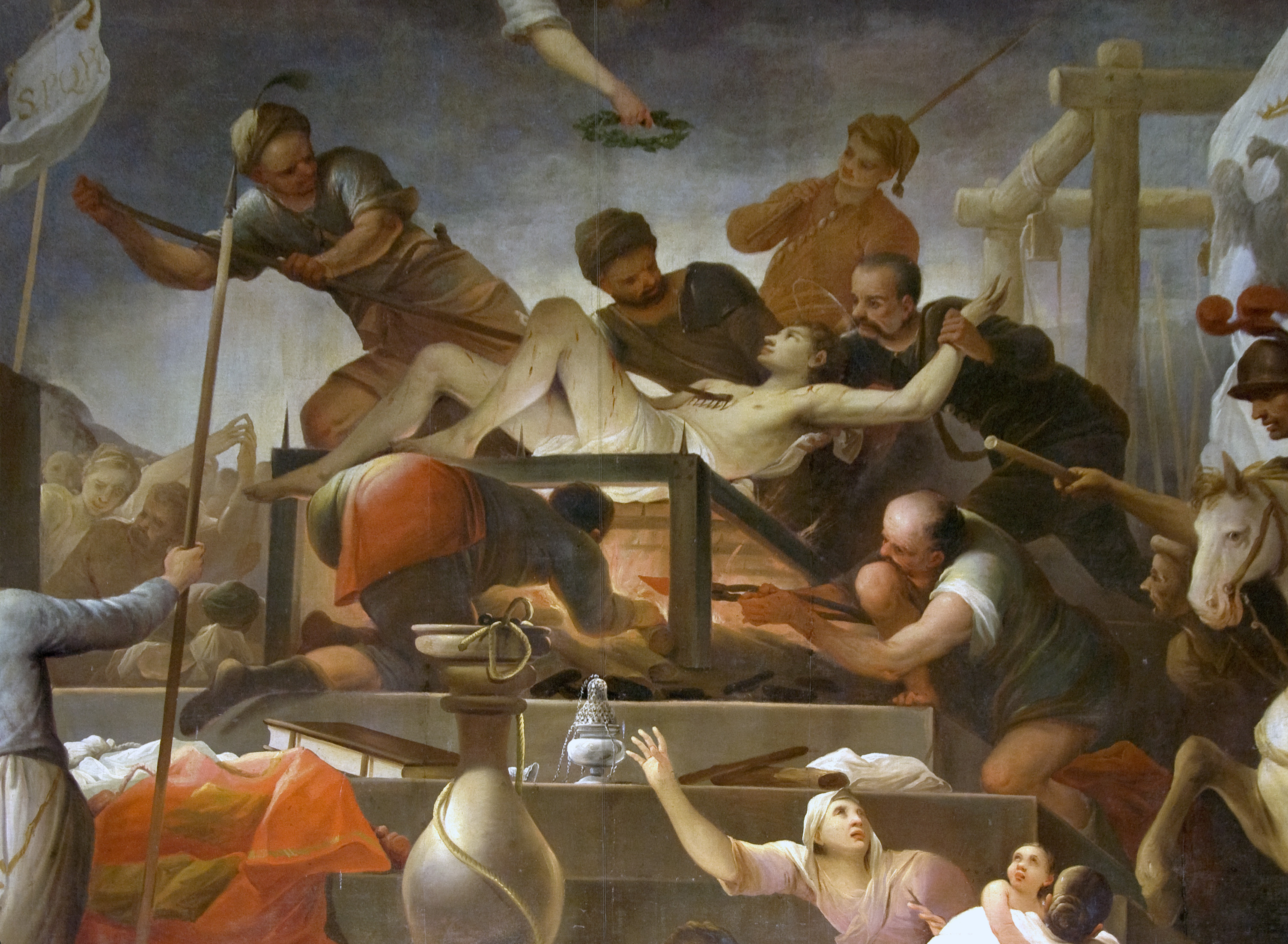
Antonio Cifrondi, Martirio di san Vincenzo di Saragozza (particolare).
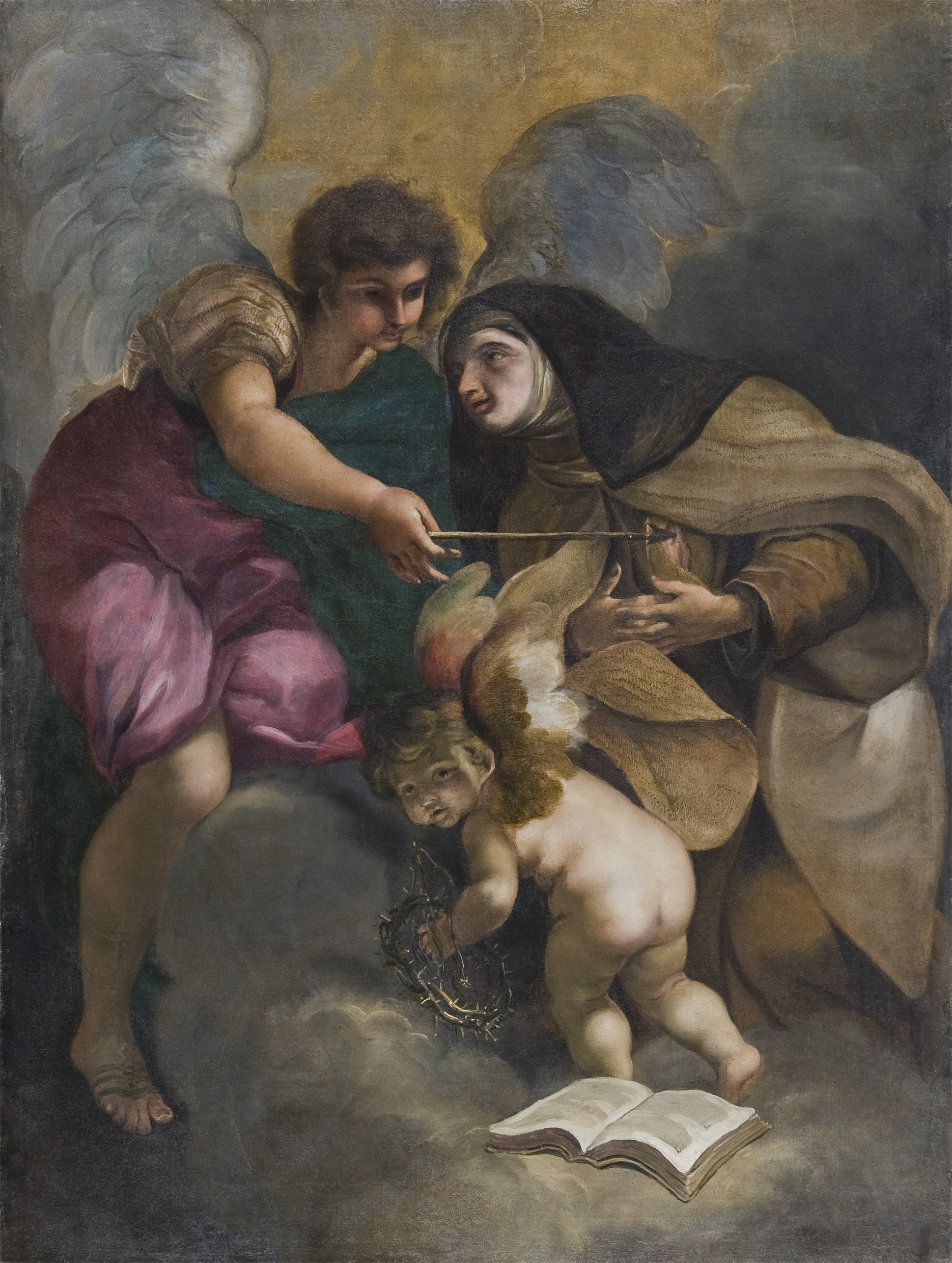
Paolo Pagani, Santa Teresa in estasi, 1705
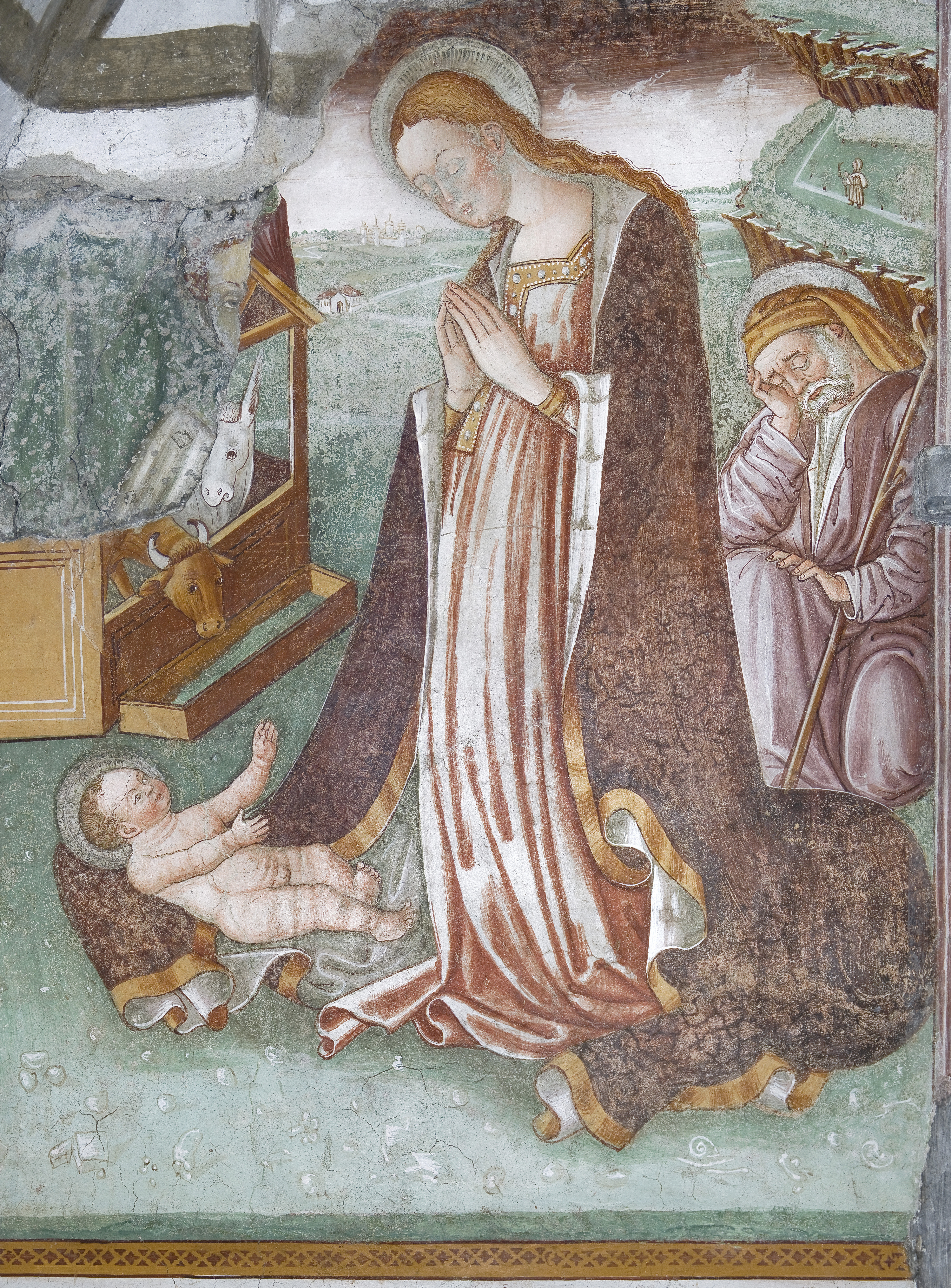
Giacomo Borlone de Buschis, Natività
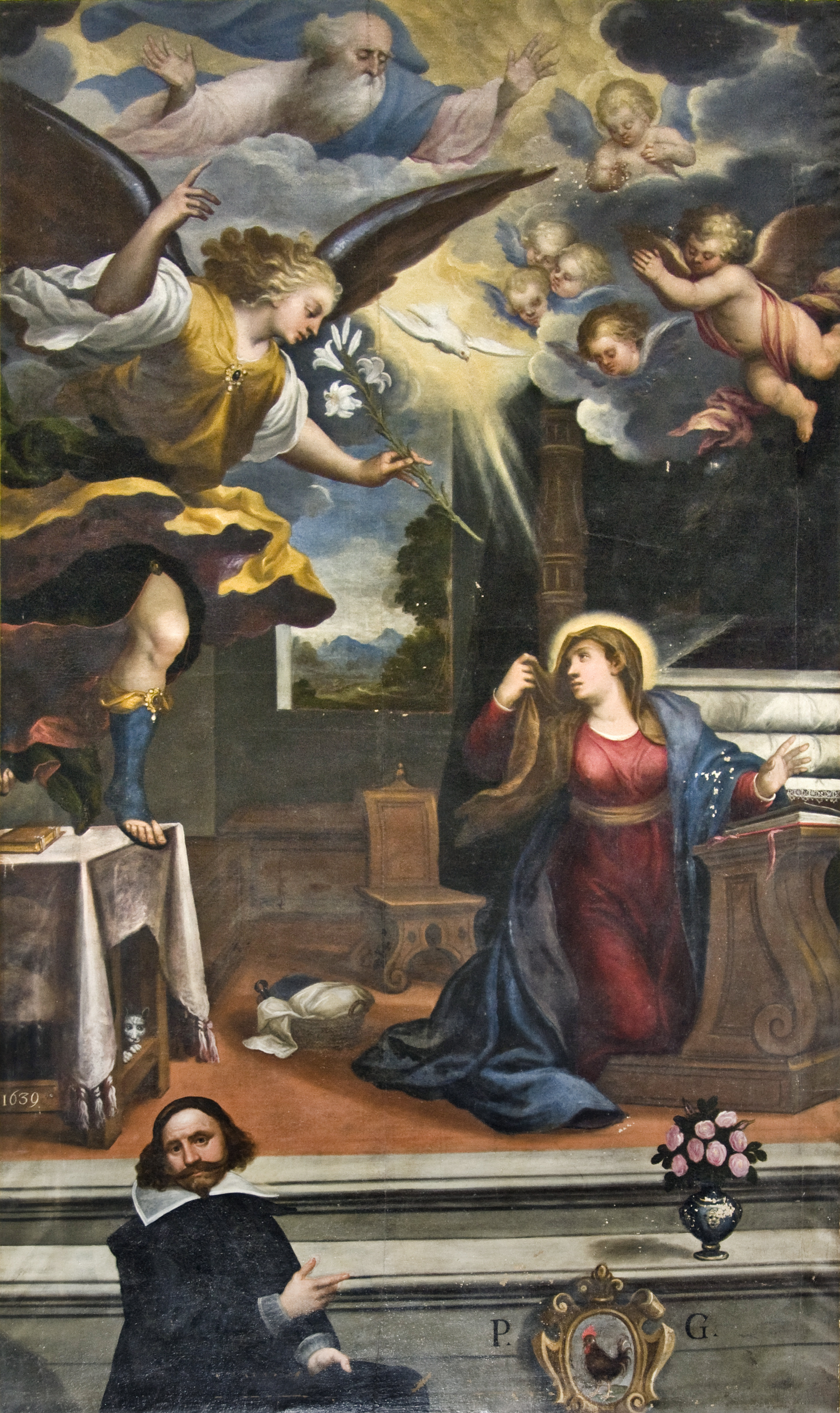
Autore ignoto, Annunciazione
facciata Facciata